# ПСД Кукавица Лесковац
Планинарско-смучарско друштво Кукавица из Лесковца имало је своје претече у туристичким и планинарским друштвима између два светска рата.

## Историја планинарства у Лесковцу
Почеци планинарства у Лесковцу везани су за период између два светска рата. Прво друштво које је радило на развијању интересовања код омладине и одраслих за упознавање околине, планинарење, пошумљавање, логоравање и бављење спортом било је туристичко друштво. Оно је основано на конференцији која је одржана 15. фебруара 1933. на иницијативу Савеза за унапређење туризма у Вардарској бановини. На овој конференцији изабрана је привремена управа друштва коју су чинили чинили председник Јован Јовић, индустријалац; потпредседник Жак Конфино, секретар Александар Стојановић, благајник Света Кржалић, чланови Г.В. Рафајловић, Г.М. Мазнић, Марица Гарђник и Ђорђе Петровић. 
Активности туристичког друштва наставила је подружница Српског планинарског и туристичког друштва Београд. Оснивачка скупштина подружнице Лесковац одржана је 23. августа 1936. године. На њој је изабрана нова управа коју си чинили: председник Недељко Марковић, шеф шумске управе; потпредседник Воја Илић, књиговођа и секретар Стојановић Александар. Чланови подружнице постали су Бора Поповић, Мија Чоја, Коста Митровић и Миодраг Ђорђевић. Ово друштво организовало је излете у земљи и иностранству.
Подружница Српског планинарског и туристичког друштва положила је камен темељац за изградњу планинарског дома „Прека вода” на планини Кукавици, 20. августа 1939. године. Истог дана извршено је и освећење темеља.